# Laurent Henric
Laurent Henric (Sète, 1905. március 20. – 1992) válogatott francia labdarúgókapus, edző.

## Pályafutása
1923–1929 között az FC Sète, 1929–1932 között az AS Cannes, 1932–33-ban az Olympique d'Antibes, 1933–1935 között az AS Saint-Étienne labdarúgója volt.
1928–29-ben négy alkalommal szerepelt a francia válogatottban.
1943–44-ben az ÉF Marseille-Provence vezetőedzője volt.

## Statisztika

### Mérkőzései a válogatottban
| Franciaország | Franciaország     | Franciaország             | Franciaország | Franciaország | Franciaország | Franciaország | Franciaország | Franciaország |
| #             | Dátum             | Helyszín                  | Hazai         | Eredmény      | Vendég        | Kiírás        | Gólok         | Esemény       |
| ------------- | ----------------- | ------------------------- | ------------- | ------------- | ------------- | ------------- | ------------- | ------------- |
| 1.            | 1928. április 15. | Párizs, Olimpiai stadion  | Franciaország | 2 – 3         | Belgium       | barátságos    | -             |               |
| 2.            | 1929. február 24. | Párizs, Olimpiai stadion  | Franciaország | 3 – 0         | Magyarország  | barátságos    | -             |               |
| 3.            | 1929. március 24. | Párizs, Olimpiai stadion  | Franciaország | 2 – 0         | Portugália    | barátságos    | -             |               |
| 4.            | 1929. április 14. | Zaragoza, Estadio Torrero | Spanyolország | 8 – 1         | Franciaország | barátságos    | -             |               |
|               | Összesen          |                           |               | 4             | mérkőzés      |               | 0             | gól           |